# Enfrentamientos en Arauca en 2022
El 2 de enero de 2022, se enfrentaron los  grupos guerrilleros de extrema izquierda en el departamento de Arauca, Colombia.  El Ejército de Liberación Nacional (ELN) se enfrentó con disidentes de las Fuerzas Armadas Revolucionarias de Colombia (FARC) cerca de la frontera con Venezuela que dejaron a 23 muertos entre civiles y grupos guerrilleros.
Las FARC acordaron un cese del fuego en 2016,  pero en esta zona se encuentra alrededor de 5.000 disidentes operando. Hay alrededor de 2.500 miembros activos del ELN.  Colombia es el mayor productor de cocaína del mundo; los dos grupos militantes se enfrentan debido a la lucha por el control del gran tráfico ilegal de drogas .